# Spilarctia
Spilarctia é um gênero de traça pertencente à família Arctiidae.